# Hilary Lindh
Hilary Kirsten Lindh (* 10. Mai 1969 in Juneau, Alaska) ist eine ehemalige US-amerikanische Skirennläuferin. Mitte der 1990er Jahre gehörte sie zu den erfolgreichsten Athletinnen in den Disziplinen Abfahrt und Super-G. Sie wurde je einmal Weltmeisterin und Olympiazweite, im Skiweltcup gewann sie drei Rennen.

## Biografie
International fiel Lindh erstmals bei den Juniorenweltmeisterschaften 1986 in Bad Kleinkirchheim auf, als sie die Goldmedaille in der Abfahrt gewann. Eine Woche zuvor hatte sie in dieser Disziplin die US-amerikanische Meisterschaft gewonnen. Am 15. März 1986 kam sie bei der Abfahrt in Colorado erstmals im Weltcup zum Einsatz und holte als 13. die ersten Weltcuppunkte. Verletzungsbedingt konnte sie aber während der Saison 1986/87 kein einziges Rennen bestreiten.
Während mehreren Jahren gehörte die eher öffentlichkeitsscheue Lindh zu den beständigsten Fahrerinnen und erzielte regelmäßig Weltcupergebnisse unter den besten Zehn. Im Rahmen der Panamerikanischen Spiele 1990 in Las Leñas gewann sie die Bronzemedaille in der Abfahrt. Neben ihrer extravertierten Teamkollegin Picabo Street fiel sie kaum auf. Dies änderte sich jedoch bei den Olympischen Winterspielen 1992, als sie auf der Piste „Roc de Fer“ in Méribel überraschend die Silbermedaille gewann; auf die kanadische Olympiasiegerin Kerrin Lee-Gartner verlor sie lediglich sechs Hundertstelsekunden. Die Saison 1992/93 musste sie wegen eines Seitenbandrisses nach nur wenigen Rennen vorzeitig beenden.
Am 2. Februar 1994 gelang Lindh schließlich in der Sierra Nevada der erste Sieg in einer Weltcup-Abfahrt. Zwei weitere Abfahrten gewann sie im Dezember 1994 in Vail und Lake Louise. Ende der Saison 1994/95 belegte sie den zweiten Platz in der Abfahrts-Weltcupwertung, hinter der überlegenen Picabo Street, die mit einer Ausnahme alle anderen Rennen gewonnen hatte. Bei den Weltmeisterschaften 1996 in der Sierra Nevada wurde sie Dritte in der Abfahrt sowie Fünfte im Super-G.
Trotz permanenter Rückenschmerzen entschied sich Lindh, noch ein Jahr weiterzufahren. Es folgte der Höhepunkt ihrer Karriere, die Weltmeisterschaften 1997: In Sestriere gewann sie die Goldmedaille in der Abfahrt, vor der Schweizerin Heidi Zurbriggen und der Schwedin Pernilla Wiberg. Den Abschluss ihrer Karriere bildeten die US-amerikanischen Meisterschaften im März 1997, bei denen sie die Titel in der Abfahrt und im Super-G gewann.
Nach ihrem Rücktritt setzte Lindh an der University of British Columbia ihr Biologie-Studium fort. Heute ist sie als Geschäftsfrau tätig; sie ist Besitzerin einer Werbeagentur sowie eines Marktforschungsunternehmens, welches Wintersportgebiete in ökologischen Fragen berät. 2005 wurde sie in die U.S. Ski and Snowboard Hall of Fame aufgenommen.

## Erfolge

### Olympische Spiele
- Albertville 1992: 2. Abfahrt, 17. Super-G
- Lillehammer 1994: 7. Abfahrt, 13. Super-G

### Weltmeisterschaften
- Vail 1989: 15. Abfahrt
- Saalbach 1991: 10. Super-G
- Sierra Nevada 1996: 3. Abfahrt, 5. Super-G
- Sestriere 1997: 1. Abfahrt, 18. Super-G

### Juniorenweltmeisterschaften
- Jasná 1985: 11. Abfahrt
- Bad Kleinkirchheim 1986: 1. Abfahrt

### Weltcupwertungen
| Saison  | Gesamt | Gesamt | Abfahrt | Abfahrt | Super-G | Super-G | Kombination | Kombination |
| Saison  | Platz  | Punkte | Platz   | Punkte  | Platz   | Punkte  | Platz       | Punkte      |
| ------- | ------ | ------ | ------- | ------- | ------- | ------- | ----------- | ----------- |
| 1985/86 | 82.    | 3      | 35.     | 3       | –       | –       | –           | –           |
| 1987/88 | 77.    | 6      | 31.     | 6       | –       | –       | –           | –           |
| 1988/89 | 62.    | 8      | 28.     | 8       | –       | –       | –           | –           |
| 1989/90 | 46.    | 23     | 16.     | 18      | –       | –       | 16.         | 5           |
| 1990/91 | 51.    | 17     | 25.     | 10      | 27.     | 7       | –           | –           |
| 1991/92 | 38.    | 227    | 13.     | 179     | 31.     | 48      | –           | –           |
| 1992/93 | 48.    | 153    | 21.     | 137     | 36.     | 16      | –           | –           |
| 1993/94 | 25.    | 271    | 5.      | 214     | 22.     | 57      | –           | –           |
| 1994/95 | 9.     | 549    | 2.      | 493     | 31.     | 56      | –           | –           |
| 1995/96 | 33.    | 252    | 11.     | 214     | 29      | 38      | –           | –           |
| 1996/97 | 22.    | 271    | 9.      | 236     | 31.     | 35      | –           | –           |

### Weltcupsiege
Lindh errang 5 Podestplätze, davon 3 Siege:
| Datum             | Ort           | Land    | Disziplin |
| ----------------- | ------------- | ------- | --------- |
| 2. Februar 1994   | Sierra Nevada | Spanien | Abfahrt   |
| 2. Dezember 1994  | Vail          | USA     | Abfahrt   |
| 10. Dezember 1994 | Lake Louise   | Kanada  | Abfahrt   |

### Weitere Erfolge
- Gewinn der Super-G-Wertung des Nor-Am Cup in der Saison 1991/92
- Bronze in der Abfahrt bei den Panamerikanischen Winterspielen 1990
- 5 US-amerikanische Meistertitel:
  - 3 × Abfahrt (1986, 1989, 1997)
  - 1 × Super-G (1997)
  - 1 × Kombination (1992)

## Quelle
- Internationales Sportarchiv, Ausgabe 35/1997 (Munzinger-Archiv)